# Butterfly erotica
Butterfly erotica (Butterflies) è un film del 1975, diretto dal regista Joseph W. Sarno.